# Саласар, Отон
Отон Саласар Рамирес (исп. Othón Salazar Ramírez; 1924—2008) — мексиканский педагог и революционер, политический и профсоюзный деятель. В его честь назван Дом культуры им. Отона Саласара Рамиреса (Casa de Cultura Othón Salazar Ramírez).

## Образование
Он родился в Алькосаука-де-Герреро в штате Герреро 17 мая 1924 года. Отон с ранних лет работал в пекарне родителей и параллельно ходил в школу, а также служил алтарником во время массовых празденств в храме Санта-Моники в его родной Алькосауке, после чего с одобрения местного священника Давида Сальгадо обращался с речами к воображаемым слушателям в опустевшем здании. Выработанные так ораторские навыки пригодились ему в будущем.
В 1942 году Отон начал посещать педагогическое училище Оастепек. Там учителя стали свидетелями последних вспышек Мексиканской революции, оставивших им множество социальных проблем. Он проучился в Оастепекском училище только первый год. Второй год он учился в сельском педагогическом училище Айоцинапы, а третий — в Национальном педагогическом училище. После этого он поступил в Высшую педагогическую школу (Normal Superior), где проучился четыре года. Там он специализировался на общественных науках, готовясь к преподаванию обществоведения в нормальных школах.

## Профсоюзная и забастовочная борьба
В 1954 году Отон сыграл ключевую роль в организации первой забастовки в своём учебном заведении. В 1956 году, когда лидеры Национального профсоюза работников образования (SNTE) провели переговоры о повышении заработной платы, которое не составило и половины первоначально требуемого, Отон созвал митинг протеста. Вскоре после этого независимая ассамблея избрала его своим представителем, что заложило основы для Революционного движения учителей (Movimiento Revolucionario del Magisterio, MRM), основанного в конце 1957 года. Присутствие этого радикального профсоюза в школах Федерального округа росло.
В следующем году MRM и Фронт профсоюзов учителей во главе с Отоном Саласаром, Иваном Гарсией Солисом, Амадой Веласко Торрес, Хесусом Сосой Кастро, Паулой Мартинес Диас, Ампаро Мартинес Диас и Максимилианой Марсиаль Перес возглавили одно из крупнейших выступлений учителей в мексиканской истории. Они организовали борьбу девятой секции SNTE за повышение заработной платы. Вдохновлённые борьбой других профсоюзов, прямо в разгар предвыборной кампании учителя начальных и средних школ потребовали повышения заработной платы на 14 %.
В 1958 году, в год серьёзных рабочих волнений, стачки телеграфистов, заправщиков, медиков и железнодорожников во главе с Деметрио Вальехо потрясли страну, и одними из главных действующих лиц были педагоги МРМ. Борьба шла под лозунгами экономических требований, но стремление к профсоюзной демократии имело гораздо более широкие последствия и потрясло структуры правящей Институционно-революционной партии (ИРП). Рабочие выражали своё недовольство условиями труда, сокрытыми за статистикой экономического роста «Мексиканского чуда». В организованных демонстрациях приняли участие представители самых разных слоёв общества. Их подавление, как это было с маршем 12 апреля 1958 года, лишь подогревало социальное недовольство, нараставшее годами.
Хотя власти отказывались признавать MRM, его борьба приносила плоды, и 30 апреля учителя заняли здание мексиканского министерства образования — Секретариата общественного образования (SEP), вынудив правительство пойти на переговоры. В августе на параллельном съезде учителя Мехико избрали Отона своим законным представителем, но этот жест профсоюзной автономии ужесточил позицию правительства.
Демонстрация 8 сентября была разогнана, а Отона задержан. Полицейские прибыли к нему домой рано утром, связали его и завязали ему глаза. Затем они подвергли его жестокому допросу, требуя признаться в получении денег от Советского Союза. Его держали в заложниках девять дней, прежде подвергуть суду. Его обвинили в разложении общества, и он был заключен в тюрьму Лекумберри, но благодаря многочисленным демонстрациям, требовавшим его освобождения, он пробыл в застенках всего три дня.
Правительству удалось подавить эти движения, предлагавшие демократизацию системы. Но участников, продолжавших поддерживать народные идеи, невозможно было заставить замолчать. Отон продолжил свою преподавательскую деятельность и в 1960 году принял участие в очередной забастовке в Национальном педагогическом училище. Эта акция тоже была подавлена, а Отона уволили за участие в протестах.

## Дальнейшая жизнь
После увольнения Отон жил в стеснённом экономическом положении, которое усугублялось его преклонным возрастом. В конце концов он вернулся в свою родную деревню Алькосауку в Герреро, и отправился в путешествие по региону Монтанья, выслушивая местных жителей и давая советы по организации профсоюзов.
В 1980 году он баллотировался на пост губернатора Герреро от Мексиканской коммунистической партии и занял второе место, но победителем с огромным отрывом (90 %) стал кандидат ИРП. В конечном итоге, Отон Саласар стал мэром своего муниципалитета (1987—1990).
Он умер от болезни почек 4 декабря 2008 года в городе Тлапа-де-Комонфорт, штат Герреро, в возрасте 84 лет.